# Belmont (Ain)
Belmont era una comuna francesa que estaba situada en el departamento de Ain, de la región de Auvernia-Ródano-Alpes, que en 1974 se fusionó con la comuna de Luthézieu, formando la comuna de Belmont-Luthézieu.

## Historia
Entre 1790 y 1794 absorbe la comuna de Champdossin.

## Demografía
| Gráfica de evolución demográfica de Belmont entre 1800 y 1968 |
|                                                               |

Los datos demográficos contemplados en este gráfico se han cogido de la página francesa EHESS/Cassini.